# Lioudmila Jogol
Liudmyla Yevhenivna Zhogol (23 de maio de 1930 - 15 de abril de 2015) foi uma artista têxtil decorativa ucraniana e uma das fundadoras da Escola Nacional de Tapeçaria da Ucrânia na segunda metade do século XX. Candidata à História da Arte (1965), Artista do Povo da Ucrânia (1994), Académico da Academia Nacional de Belas Artes e Arquitectura (2000).

## Infância e educação
Liudmyla Zhogol nasceu em 23 de maio de 1930 em Kiev. Ela estudou arte no Instituto de Artes Decorativas de Lviv.

## Carreira
Na década de 1980, Zhogol tornou-se presidente do Sindicato dos Artistas da URSS. A posição permitiu que ela viajasse para a Europa Ocidental e o mundo. Zhogol visitou França, Itália, Noruega, Líbano, Egito, Cuba, Suécia e Dinamarca.
Por vários anos, Zhogol foi professora e chefiou o departamento de cerâmica da Academia de Arquitetura. Mais tarde, ela dirigiu o Departamento de Têxteis de Arte e Modelagem de Figurinos na Academia Estadual de Artes Decorativas Aplicadas e Design Mykhailo Boychuk Kyiv.
A contribuição mais importante de Zhogol para o desenvolvimento da arte ucraniana na segunda metade do século XX - início do século XXI é um sistema de interação sintética de interior arquitetônico e tecido artístico desenvolvido por ela. Zhogol trabalhou como teórico das artes plásticas e decorativas. Zhogol é autor de livros e mais de 100 artigos sobre a síntese das artes.

## Arte
Zhogol criou um esboço para cada futura tapeçaria. Então ela fez papelão no tamanho do futuro trabalho. As obras do mestre foram feitas à mão na Reshetylivka Art Factory. O tema central das obras da artista eram as tapeçarias florais. Zhogol trabalhou na técnica líquida das tapeçarias - Montfleur.
As obras de Zhogol decoram os interiores do Gabinete de Ministros da Ucrânia, a Câmara de Contabilidade, o Conselho da Cidade de Kiev, as Embaixadas da Ucrânia na Grécia, Áustria, Brasil, a Kyiv Cinema House, hotéis Kyiv, Rus, Dnipro, outras instituições oficiais e públicas e armazenado em muitos museus na Ucrânia e em outros países, como Itália, França e Noruega. As obras de Zhogol são exibidas em exposições de arte contemporânea ucraniana.
O Museu Nacional de Arte Decorativa Popular abriga a maior e mais importante coleção (mais de 100 itens) de obras de Lyudmila Zhogol.

## Vida pessoal
Liudmyla Zhogol teve um filho que era arquiteto e que morreu em um acidente de carro no ano de  2014.[carece de fontes?]

## Trabalhos selecionados

### tapeçarias
- Como não amar uma terra dessas (da série Chernobyl).
- Cor amarga de absinto (da série Chernobyl).
- E haverá vida (da série Chernobyl).
- Minha flor é um cardo.
- A última vez que voei, minhas asas foram danificadas por aquele Chernobyl.
- Dedicação de Bilokur.
- Fogo Eterno.

### Publicações
- Tecidos interiores (1968)
- Arte decorativa no interior da habitação (1973)
- Arte decorativa no interior de edifícios públicos (Moscou, 1978)
- Arte decorativa no interior (Moscou, 1986)
- Arte Decorativa e Aplicada da SSR Ucraniana ”(coautoria, 1986)

## Prêmios e honras
- Ordem da Princesa Olga, II grau. (11 de abril de 2012) - pela significativa contribuição pessoal para o desenvolvimento da cultura nacional, preservação do patrimônio cultural e artístico do povo ucraniano e muitos anos de trabalho árduo.[8]
- Ordem da Princesa Olga, grau III. (11 de julho de 2000) - pela contribuição pessoal significativa para o desenvolvimento e preservação do patrimônio cultural e artístico do povo ucraniano, alto profissionalismo.[9]
- Artista do Povo da Ucrânia (29 de abril de 1994) - pela significativa contribuição pessoal para o desenvolvimento das belas artes ucranianas e alto profissionalismo.[10]
- Vencedor do Prêmio All-Ucraniano "Mulher do Terceiro Milênio" na nomeação "Figura Significativa" (2006).
- Laureado com o Prêmio Kateryna Bilokur (2007).